# جاستن كوبر
جاستن كوبر هو لاعب كرة القدم الكندية كندي، ولد في 7 يوليو 1982 في رد دير في كندا.